# Arenal Natura Ecological Park
Arenal Natura Ecological Park is natuurpark in La Fortuna in Costa Rica. 

## Beschrijving
Het Arenal Natura Ecological Park ligt op het terrein van een voormalige veeboerderij. In 2004 werd gestart met herbebossing van het terrein en in 2010 werd een ranarium geopend. Een jaar later volgden een serpentarium en vijvers voor spitssnuitkrokodillen en brilkaaimannen. In latere jaren werden ook vijvers voor schildpadden, een vlindertuin en botanische tuinen aangelegd. Het park fungeert tegenwoordig als een combinatie van een natuurgebied met biologisch centrum en diverse wandelroutes, een herpetarium waarin ook bedreigde soorten worden gefokt, en een opvangcentrum voor wilde dieren. In het ranarium worden dertig soorten kikkers gehouden, waarmee Arenal Natura de grootste collectie van Costa Rica heeft. 